# Junde de Damasco
Junde de Damasco ou Junde de Dimaxeque (em árabe: جند دمشق‎; romaniz.: Jund Dimashq; lit. "distrito militar de Damasco") foi a maior das subdivisões (jundes) na Síria durante o Califado Omíada e Abássida. Foi nomeada em homenagem de sua capital e maior cidade, Damasco ("Dimaxeque"), que no período omíada foi também capital califal.

## Geografia e divisão administrativa
Ao contrário de quaisquer outras províncias califais, a Síria foi dividida pelos primeiros omíadas em vários (originalmente quatro, depois cindo) subprovíncias ou jundes (ajnad, sing. jund; "divisão do exército"), que em sua origem foram as áreas das qual uma particular divisão militar recolhia seu pagamento, provisões e recrutas. A província de Damasco foi a maior dos jundes, compreendendo boa parte da Síria central. Suas fronteiras compreendiam grosseiramente as antigas províncias bizantinas da Fenícia Prima, Fenícia Libanense e Arábia Pétrea.
Depois, os geógrafos árabes dividem o Junde de Damasco nos seguintes distritos: a planície de Guta em torno de Damasco, conhecido como "Terra do Jardim" por sua fertilidade; Haurã e Bataneia, com Daraa como capital; as Colinas de Golã ("Jaulane"); Itureia ("Jadur"; mencionada apenas por Iacute de Hama); Hula; Balca; Alxará, com capital em Adru, às vezes registrada como pertencente ao Junde de Filastine; e Jibal.. Outras cidades principais foram Beirute, Sidom, Tiro (as receitas fiscais foram para o Junde de Urdune), Trípoli e Biblos na costa. As cidades costeiras e suas cercanias imediatas formaram seus próprios pequenos distritos.
Em sua composição tribal, o Junde de Damasco foi principalmente iamanita, mas com uma considerável minoria de tribos caicitas. As receitas fiscais anuais da província totalizavam 450 000 dinares de ouro segundo Iacubi, 400 mil segundo Baladuri e 420 mil segundo Jaxiari; Cudama ibne Jafar fornece o número menor de 110 mil dinares, embora isso provavelmente reflita os efeitos da guerra civil da Quarta Fitna. Em termos de tropas, sob o califa omíada Ualide I (r. 705–715) 45 mil homens estavam nas listas do Junde de Damasco, embora presumivelmente nem todos eles eram efetivos.